# Brenda Schulman

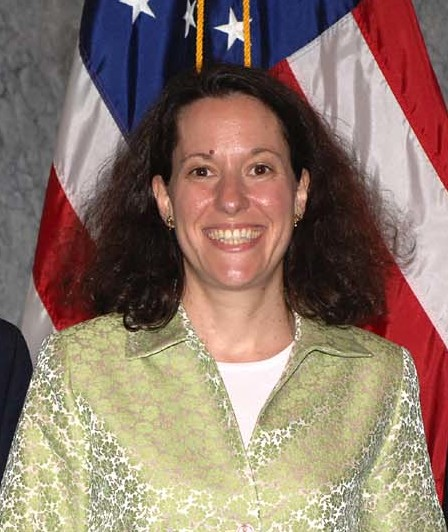
Brenda Schulman, 2005

Brenda A. Schulman (* 18. Juni 1967 in Tucson, Arizona) ist eine US-amerikanische Biochemikerin. Sie ist vor allem für ihre Arbeiten zum Ubiquitin-System bekannt.

## Leben und Wirken
Schulman wuchs in ihrem Geburtsort Tucson, Arizona, auf. Sie erwarb 1989 an der Johns Hopkins University einen Bachelor in Biochemie und 1996 bei Peter S. Kim am Massachusetts Institute of Technology einen Ph.D. in Biologie – unterbrochen von einem Praktikum bei Christopher M. Dobson in Oxford. Als Postdoktorandin arbeitete Schulman bei Edward E. Harlow am Massachusetts General Hospital in Boston und bei Nikola P. Pavletich am Memorial Sloan-Kettering Cancer Center in New York City.
Ab 2001 gehörte Brenda Schulman zum wissenschaftlichen Personal des St. Jude Children’s Research Hospital in Memphis, Tennessee, zuletzt als Co-Direktorin des Programms für Krebs-Genetik, -Biochemie und -Zellbiologie. Seit 2004 hatte sie einen Lehrauftrag am University of Tennessee Health Science Center in Memphis. Von 2005 bis 2017 forschte sie zusätzlich für das Howard Hughes Medical Institute (HHMI). Seit 2017 ist Schulman wissenschaftliches Mitglied der Max-Planck-Gesellschaft und Direktorin am Max-Planck-Institut für Biochemie in Martinsried bei München. Zusätzlich hat sie seit 2018 eine Honorarprofessur an der Technischen Universität München inne.
Schulman und Mitarbeiter befassen sich mit den molekularen Mechanismen des Ubiquitin-Systems. Sie versuchen zu klären, wie Ubiquitin und Ubiquitin-ähnliches Proteine (UBL) mit ihren Substraten interagieren, wie sie die Funktion ihrer Zielmoleküle verändern und wie Störungen dieser Systeme mit Krankheiten assoziiert sind. Dabei werden Methoden der Zellbiologie, Biochemie, Strukturbiologie, Chemie und Genetik verwendet, um regulatorische Mechanismen zu identifizieren. Systeme und flüchtige Strukturen mit multiplen Proteinen (molekulare Maschinen), die an Ubiquitin-Reaktionen beteiligt sind, werden visualisiert.
Schulman ist seit 2012 Mitglied der American Academy of Arts and Sciences, seit 2014 Mitglied der National Academy of Sciences und seit 2018 Mitglied der European Molecular Biology Organization. Im Jahr 2019 wurde Brenda A. Schulman in der Sektion Biochemie und Biophysik als Mitglied in die Nationale Akademie der Wissenschaften Leopoldina aufgenommen.
2019 erhielt Schulman einen Gottfried Wilhelm Leibniz-Preis. Ebenfalls 2019 wurde sie mit dem Ernst-Jung-Preis ausgezeichnet. Für 2023 wurde ihr der Louis-Jeantet-Preis zugesprochen, für 2025 der Preis der Feldberg Foundation.